# Pegida

PEGIDA:s logotyp

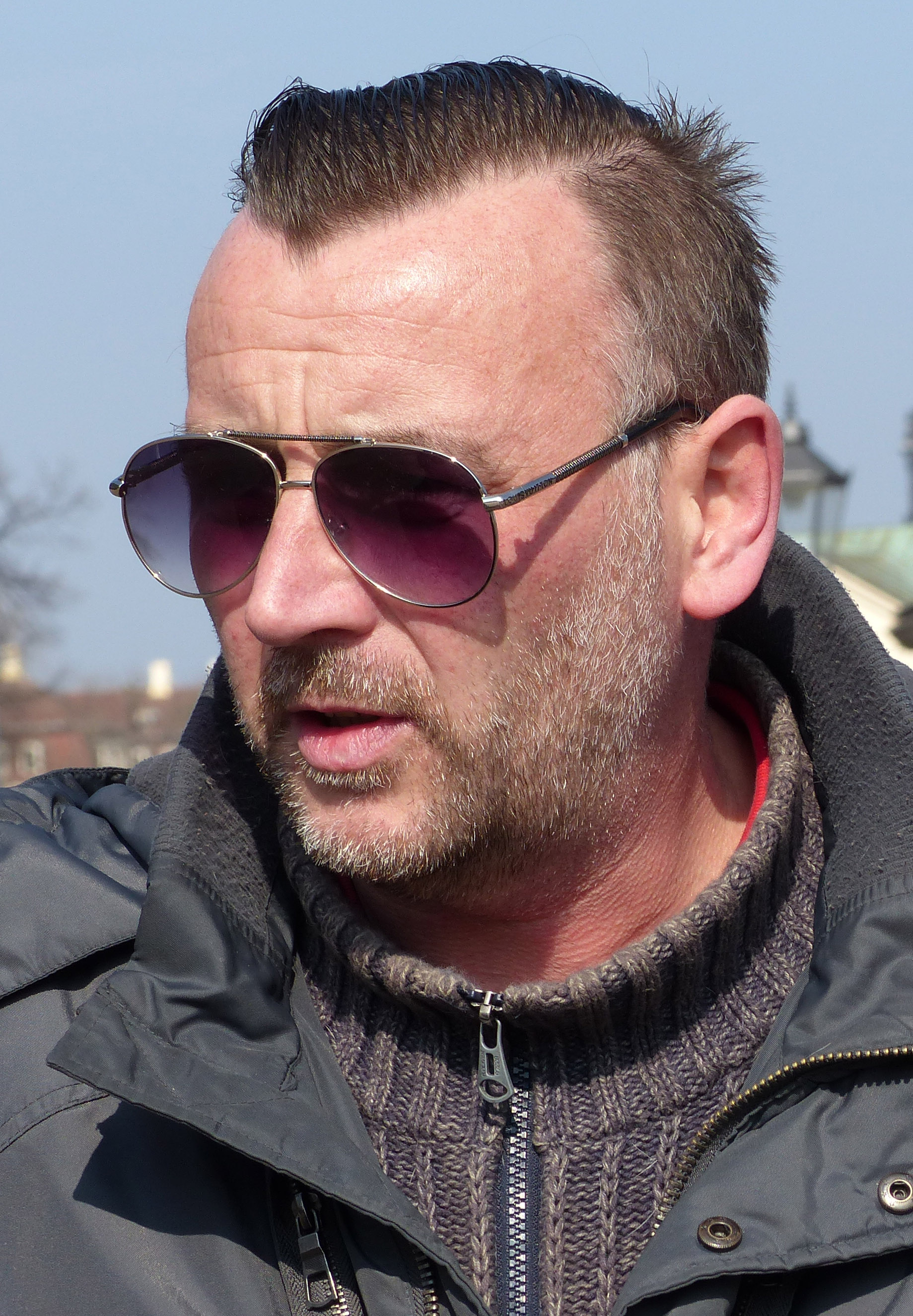
Lutz Bachmann, Pegidas grundare 2015.

Patriotische Europäer gegen die Islamisierung des Abendlandes (PEGIDA, på svenska: Patriotiska européer mot islamisering av västvärlden) är en tysk nationalistisk, antimuslimsk, politisk rörelse  med bas i Dresden. Sedan hösten 2014 anordnar Pegida islamkritiska demonstrationer i tyska städer på måndagar. Initiativtagare till protesterna är Lutz Bachmann.

## Demonstrationer

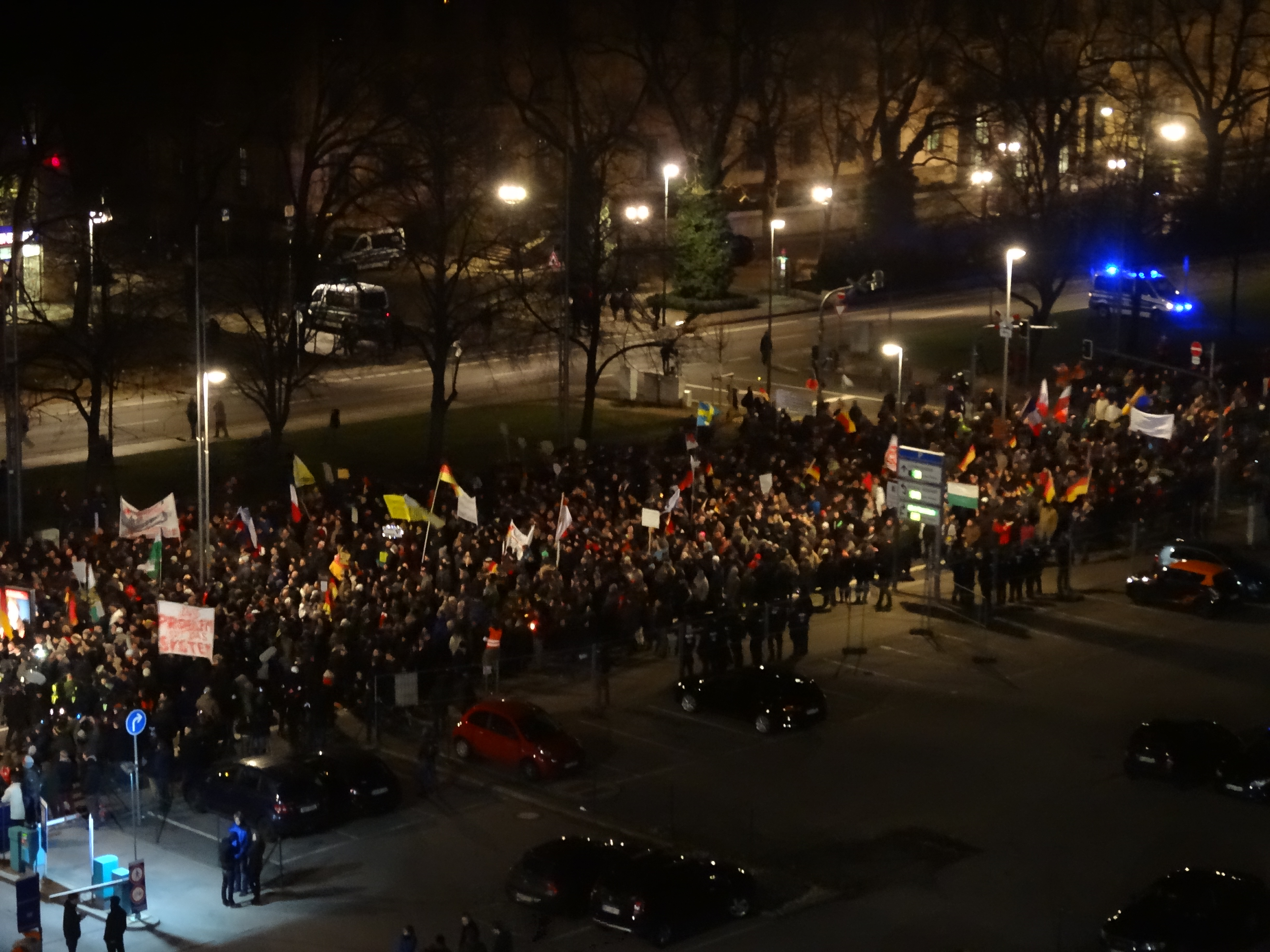
Pegida demonstrerar i Dresden 12 Jan 2015.

Den första demonstrationen ägde rum i Dresden i oktober 2014 och samlade då cirka 350 personer. Vid det fjärde demonstrationstillfället den 10 november var deltagarantalet uppe i 1 700 personer och en vecka senare hade siffran ökat till 3 500. Den 24 november kom cirka 5 500 personer till demonstrationen i Dresden, den 1 december ungefär 7 500, den 8 december 10 000 och den 15 december 15 000. Demonstrationen den 22 december blev den dittills största, och lockade till sig 17 500 deltagare.
Den 12 januari 2015, veckan efter ett terrorattentat mot det franska veckomagasinet Charlie Hebdo, samlades mer än 25 000 personer vid Pegidas demonstration i Dresden.
Liknande demonstrationer – om än i mindre skala – har hållits i andra tyska städer som Bonn, Düsseldorf och Köln.

## Reaktioner

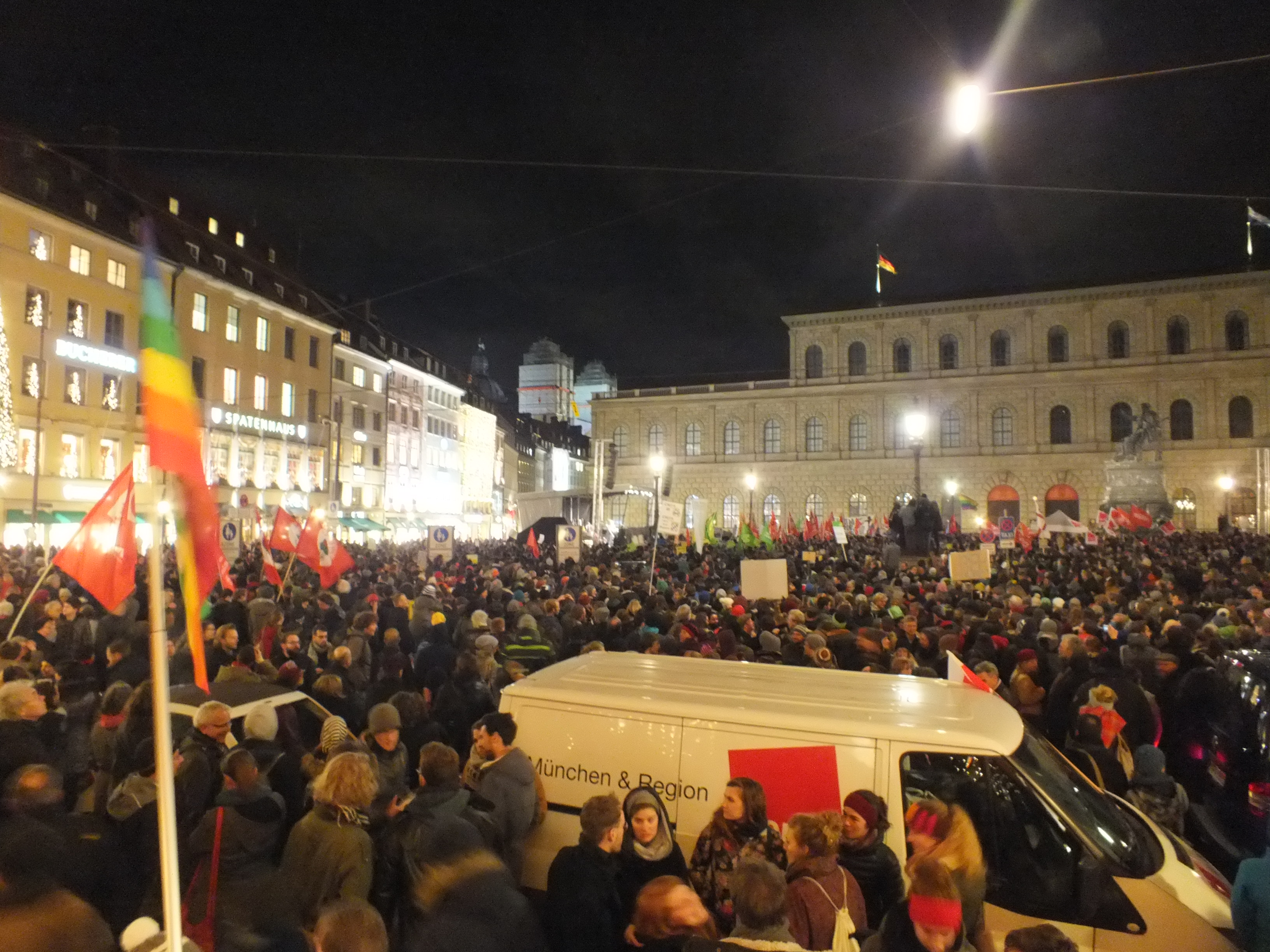
Demonstration mot Pegida på Max-Joseph-Platz i München den 22 december 2014.

I flera städer runtom i Tyskland har det anordnats motdemonstrationer mot Pegida, vilka lockat upp till 14 000 deltagare.
Tysklands förbundskansler Angela Merkel anklagade i sitt nyårstal i slutet av december 2014 ledarna bakom Pegida för att ha "fördomar, kyla och till och med hat i sina hjärtan". Tysklands inrikesminister Thomas de Maizière har dock poängterat att det bland deltagarna i protesterna finns många vanliga människor som är oroade över dagens samhällsproblem. Det politiska partiet Alternativ för Tyskland har samtidigt gett sitt öppna stöd till demonstrationerna, och partiets talesman Bernd Lucke har uppgett att han anser att de flesta av Pegidas ställningstaganden är legitima. Enligt Lucke känner de personer som deltar i proteströrelsen inte att deras bekymmer tas på tillräckligt stort allvar av politikerna.

## Krav
I början av december 2014 publicerade Pegida ett manifest på en sida med 19 politiska ställningstaganden. Där framgår att PEGIDA vill utforma den tyska invandringspolitiken efter nederländsk och schweizisk modell med minskad asylinvandring. Rörelsen säger sig vara emot jämställdhetsintegrering och politisk korrekthet och vill verka för att införa folkomröstningar som i Schweiz. Man säger sig också vilja skydda Tysklands "judeokristna kultur".

## Underorganisationer
I slutet av december 2014 bildades även underorganisationer för Pegida. Galleristen Henrik Rönnquist bildade tillsammans med en vän Pegida Sverige, Pegida Norge, Pegida Danmark samt Pegida Scandinavia.

### Norge
Den första Pegida-demonstrationen i Oslo gick av stapeln den 12 januari 2015 och samlade cirka 190 deltagare.

### Fotnoter
1. ↑  Connolly, Kate (6 January 2015). ”Pegida: what does the German far-right movement actually stand for?”. 'The Guardian'. https://www.theguardian.com/world/shortcuts/2015/jan/06/pegida-what-does-german-far-right-movement-actually-stand-for. Läst 16 januari 2015.
2. ↑  Alexander I. Stingl (16 December 2015). The Digital Coloniality of Power: Epistemic Disobedience in the Social Sciences and the Legitimacy of the Digital Age. Lexington Books. ISBN 978-1-4985-0193-4. https://books.google.com/books?id=M2ZOCwAAQBAJ&pg=PA96.  ”has led, induced by the media event that is ISIS, to the resurgence of a populist demonstration culture in PEGIDA (Patriotic Europeans Against the Islamization of the Occident) on the extreme Right, which has found supporters in the ...”
3. ↑  Enes Bayraklı; Farid Hafez (23 March 2016). European Islamophobia Report 2015. SETA. sid. 56. ISBN 978-605-4023-68-4. https://books.google.com/books?id=x27QCwAAQBAJ&pg=PA56.  ”Although founded in neighbouring Germany, PEGIDA has gained some support in Belgium. Support for the far-right and Islamophobic organisation is more keenly seen in Dutch-speaking Flanders, than in francophone Wallonia and Brussels.”
4. ↑  Margetts, Helen; John, Peter; Hale, Scott A.; Yasseri, Taha (2016). Political turbulence: how social media shape collective action. Princeton, New Jersey: Princeton University Press. sid. 3. ISBN 9780691159225. https://books.google.com/books?id=tfuxCQAAQBAJ&pg=PA3.  ”Some have seen the rise of far-right and anti-Islamist groups, as in Germany where protests by the Patriotic Europeans Against the Islamization of the Occident (PEGIDA) have been attended by thousands, matched by a counter-movement of ...”
5. ↑  Greg Albo; Leo Panitch (22 December 2015). The Politics of the Right: Socialist Register 2016. Monthly Review Press. sid. 5. ISBN 978-1-58367-575-5. https://books.google.com/books?id=rfMWCgAAQBAJ&pg=PA5.  ”Pegida is a classic far-right anti-immigration movement.”
6. ↑  Shannon Latkin Anderson (19 November 2015). Immigration, Assimilation, and the Cultural Construction of American National Identity. Taylor & Francis. sid. 16. ISBN 978-1-317-32875-9. https://books.google.com/books?id=snn4CgAAQBAJ&pg=PT16.  ”In Germany, the far-right antiIslam movement Pegida found massive audience in its anti-Islamic, anti-immigration marches”
7. ↑  ”ANTI-ISLAM ORGANIZATION PEGIDA IS EXPORTING HATE ACROSS EUROPE”. Newsweek. http://www.newsweek.com/anti-islam-organization-pegida-exporting-hate-across-europe-426805.  ”The 200 or so demonstrators trudging down the road are supporters of PEGIDA, a far-right German group whose name is an acronym for Patriotic Europeans Against the Islamization of the West.”
8. ↑  ”France bans march through Calais by far-right Pegida group”. ibtimes.co.uk. http://www.ibtimes.co.uk/france-bans-march-through-calais-by-far-right-pegida-group-1541766.
9. ↑  ”Germany’s refugee crisis is fueling the far-right Pegida movement”. pri.org. http://www.pri.org/stories/2015-12-10/germany-s-refugee-crisis-fueling-far-right-pegida-movement.
10. ↑  ”Germany reveals plans to relax deportation rules for foreign criminals”. CNN. http://www.cnn.com/2016/01/12/europe/germany-cologne-migrants-tensions/.  ”Protesters from the far-right PEGIDA movement attend a rally in Leipzig on Monday”
11. 1 2  5. Pegida-Demonstration: Islamkritiker ziehen wieder durch Dresden, MDR, 18 november 2014
12. ↑  Anti-Islamisierungs-Demo – Von einer diffusen Angst beseelt, FAZ, 18 november 2014
13. ↑  Polisen i Sachsen Arkiverad 16 december 2014 hämtat från the Wayback Machine., 15 december 2014.
14. ↑  15.000 „Pegida“-Anhänger demonstrieren in Dresden., Frankfurter Allgemeine Zeitung, 15 december 2014.
15. ↑  Polisen i Sachsen Arkiverad 30 december 2014 hämtat från the Wayback Machine., 22 december 2014
16. ↑  Pegida zieht mit 17.500 Anhängern vor die Semperoper., Die Welt, 22 december 2014.
17. ↑  ”Germany: Anti-Islam Pegida protest rally draws record 25,000 in Dresden”. International Business Times. 12 januari 2015. http://www.ibtimes.co.uk/germany-anti-islam-pegida-protest-rally-draws-record-25000-dresden-1483097. Läst 16 januari 2015.
18. ↑  Anti-Islam-Demo Kögida Erste Pegida-Kundgebung in Köln angemeldet, Kölner Stadtanzeiger, 19 december 2014
19. ↑  Björn Hengst och Christoph Sydow (23 december 2014). ”Anti-Pegida-Demos: Der Widerstand wächst”. Der Spiegel. http://www.spiegel.de/politik/deutschland/pegida-gegendemonstrationen-in-muenchen-bonn-und-kassel-a-1010090.html.
20. ↑  ”9000 protestieren gegen 10.000 „Pegida“-Demonstranten”. Frankfurter Allgemeine Zeitung. 08.12.2014. http://www.faz.net/aktuell/pegida-kundgebung-in-dresden-10-000-teilnehmer-bei-9000-gegendemonstranten-13310235.html.
21. ↑  ”"Angela Merkel issues New Year’s warning over rightwing Pegida group"”. The Guardian. 30 december 2014. http://www.theguardian.com/world/2014/dec/30/angela-merkel-criticises-pegida-far-right-group-germany.
22. ↑  vek, dpa (12 December 2014). ”"Protest-Märsche: De Maizière zeigt Verständnis für Pegida-Demonstranten"”. SPIEGEL Online. http://www.spiegel.de/politik/deutschland/pegida-proteste-thomas-de-maiziere-zeigt-verstaendnis-a-1008028.html.
23. ↑  Hill, Jenny (16 December 2014). ”"Anti-Islam 'Pegida' march in German city of Dresden"”. BBC. http://www.bbc.com/news/world-europe-30478321.
24. ↑  Hugglet, Justin (10 December 2014). ”"German Eurosceptics embrace anti-Islam protests"”. The Telegraph. http://www.telegraph.co.uk/news/worldnews/europe/germany/11285422/German-Eurosceptics-embrace-anti-Islam-protests.html.
25. ↑  Anonym (10 december 2014). ”"Pegida Positionspapier”. "Pegida Positionspapier. www.menschen-in-dresden.de. http://www.menschen-in-dresden.de/wp-content/uploads/2014/12/pegida-positionspapier.pdf.
26. ↑  ”Sweden: "We want thousands against the Islamisation of Sweden," says Swedish PEGIDA founder” (Video). Youtube. https://www.youtube.com/watch?v=s-_x_J70IIc#t=27. Läst 6 januari 2015.
27. ↑  ”Pegida: - Ikkje hat-bodskap”. NRK. 12 januari 2015. http://www.nrk.no/norge/pegida_---ikkje-hat-bodskap-1.12146392. Läst 16 januari 2015.